# 식용란

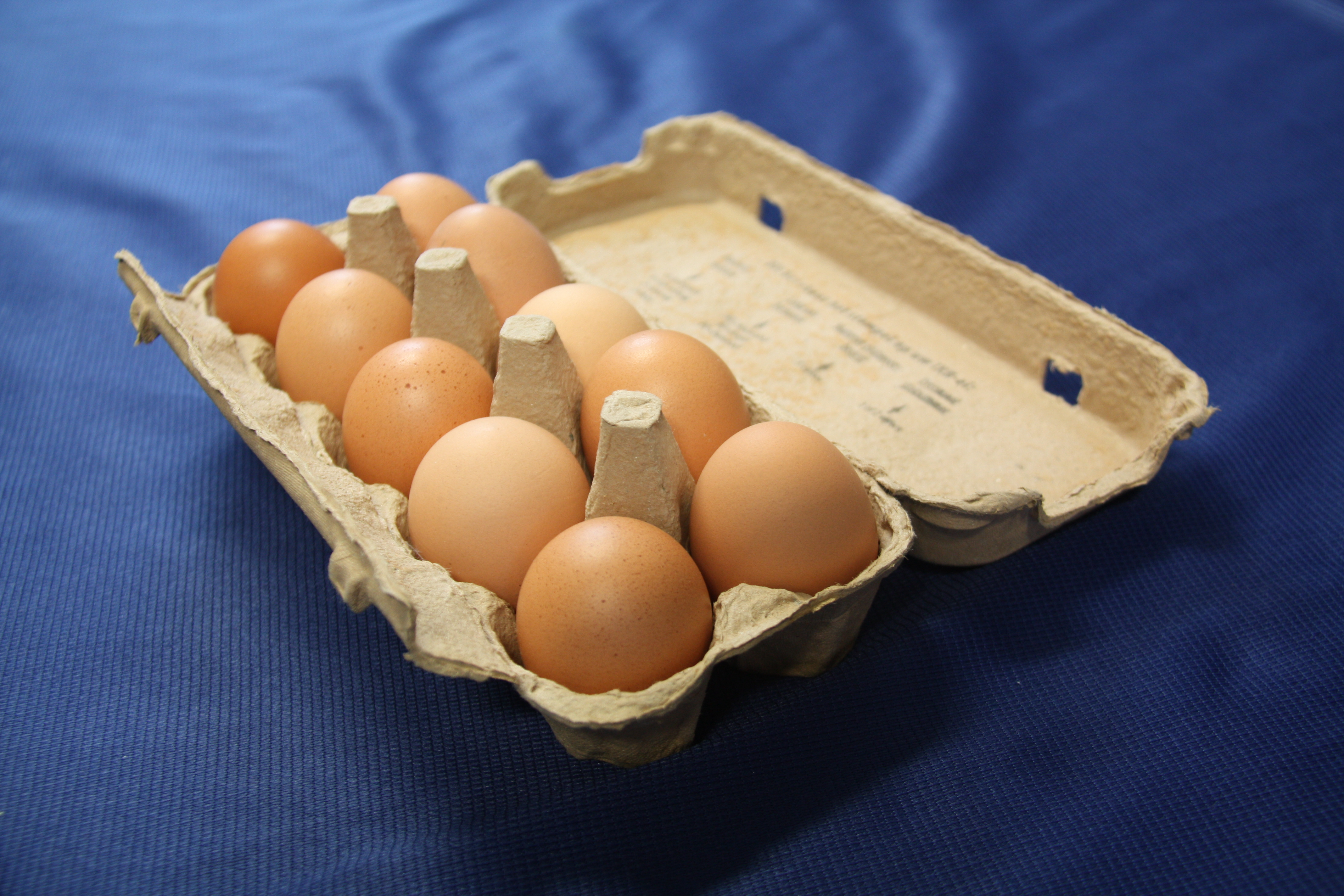

가축으로 길러지는 새의 알(egg)은 식품 및 요리 재료로 널리 사용되며, 크기나 풍미가 조금 다르지만 서로 대체해서 사용할 수도 있다.
알은 흰자와 노른자로 구성되며 탄산칼슘 껍질을 갖고 있다. 전세계적으로는 달걀이 많이 사용되며 중국에서는 오리알도 즐겨 먹는다. 대한민국에서도 다른나라처럼 달걀이 많이 사용되나 장조림용에 한해서는 메추리의 알도 많이 사용된다.
한편, 새알(달걀 등)은 미국 공익과학센터(CSPI)가 미국 질병통제예방센터(CDC)의 자료를 토대로 열거한 가장 위험한 음식에서 2위를 차지하기도 하였다. 이는 알이 조류의 배설물에 포함되어 있는 살모넬라에 오염되는 경우가 비교적 많기 때문이다.

## 같이 보기
- 달걀
- 오리알
- 메추리알
- 타조알